# AmaZulu Football Club (Zimbabwe)
Pour les articles homonymes, voir AmaZulu Football Club.
Ne doit pas être confondu avec l'AmaZulu Football Club (Afrique du Sud)
Maillots
L'AmaZulu FC est un club de football zimbabwéen basé à Bulawayo et aujourd'hui disparu. Fondé en 1996, il a disputé la totalité de sa courte histoire en Premier Soccer League, le championnat de première division du pays.

## Historique
Le club connaît son baptême en première division lors de la saison 1997. Son seul titre de gloire est une victoire en championnat en 2003, ce qui lui a permis de prendre part à la Ligue des champions la saison suivante. Il a d'ailleurs connu une période faste entre 2000 et 2003 avec quatre saisons consécutives terminées sur le podium du championnat.
Deux saisons après leur titre, le club termine à l'avant-dernière place du championnat et doit descendre en Division One. Cette dernière saison parmi l'élite a vu l'AmaZulu au cœur d'une affaire mêlant sport et religion. Propriété d'un membre de l'Église adventiste du septième jour, Delma Lupepe, le club refuse de disputer les matchs de championnats organisés les samedis, en accord avec le Sabbath, jour de repos de la doctrine adventiste. Alors que pendant de nombreuses saisons (excepté lors de sa première saison en PSL), AmaZulu a réussi à ne pas disputer de rencontre le samedi, par le biais d'arrangements avec les autres équipes du championnat, le club est cette fois suspendu, brièvement par la fédération, mais ne peut se sauver sportivement. Cette descente marque la disparition pure et simple du club, en décembre 2005.

## Palmarès
- Championnat du Zimbabwe :
  - Champion : 2003
  - Vice-champion : 2000, 2001

- Coupe du Zimbabwe :
  - Finaliste : 1999

- Supercoupe du Zimbabwe :
  - Finaliste : 2002

- Trophée de l'Indépendance :
  - Vainqueur : 1999

## Joueurs notables
- Costa Nhamoinesu